# Double Delight
‘Double Delight’ (syn. commercial : ‘ANDeli’) est un cultivar de rosier hybride de thé obtenu aux États-Unis en 1976 chez Swim & Ellis à partir de croisement de ‘Granada’ (Linquist, 1963) et de ‘Garden Party’ (Swim, 1959) et commercialisé dès 1978. C'est toujours un grand succès international.

## Description
Ce rosier remontant, atteignant une hauteur de 80 cm à 1,15 m, est caractérisé par des grosses fleurs au parfum très soutenu, d'une couleur crème évoluant au soleil au rouge carmin. Sa zone de rusticité est 5, c'est-à-dire -25 degrés. Elle est idéale pour les jardins et pour les fleurs à couper.

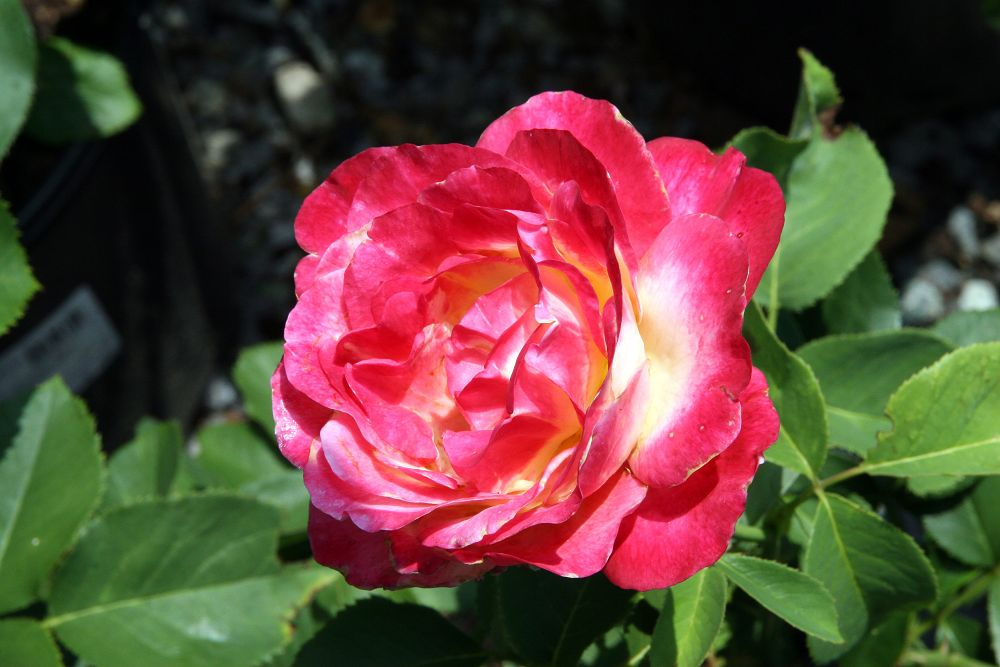
Fleur épanouie.

On peut notamment l'admirer à la roseraie de Cologne.

## Distinctions
- Médaille d'or de Baden Baden, 1976
- Médaille d'or de Rome, 1976
- All-America Rose Selections, 1977
- Prix de la meilleure rose parfumée de Genève et de La Haye, 1976
- Rose favorite du monde, 1985
- Gamble (parfum), 1986